# Административна подела Кнежевине Србије
Административна подела Кнежевине Србије је почела да се постепено спроводи одмах после формирања Кнежевине Србије 1815. године мимо устаљених административне подела на ејалете каква је била присутна на осталим територијама Османског царства који нису имале аутономију, али ипак по узору на дотадашњу османлијску административну поделу. Кнежевина Србија је све до Берлинског конгреса 1878. године била у саставу Османског царства. По окончању Другог српског устанка, кнез Милош Обреновић се определио за стварање и јачање српске државности дипломатским методама и постепено освајање државних овлашћења од Османског царства. Период од 1815. до 1833. године обележен је стварањем органа власти Кнежевине Србије у селима, кнежинама и нахијама, чија су овлашћења постепено расла.

## Административна подела Кнежевине Србије од 1819. до 1833. године
Кнежевина Србија је првом административном поделом из 1819. године била подељена на 12 нахија, 45 кнежина, 1.396 села и вароши, 53.137 домова (кућа), 60.468 пореских ожењених лица и 119.854 пореских арачких лица.

### Нахије
| нахије          | број кнежина | број села |
| --------------- | ------------ | --------- |
| 1. Шабачка      | 4            | 104       |
| 2. Ваљевска     | 3            | 189       |
| 3. Соколска     | 2            | 46        |
| 4. Ужичка       | 2            | 120       |
| 5. Пожешка      | 8            | 105       |
| 6. Рудничка     | 5            | 111       |
| 7. Крагујевачка | 3            | 168       |
| 8. Јагодинска   | 2            | 145       |
| 9. Ћупријска    | 2            | 72        |
| 10. Пожаревачка | 7            | 194       |
| 11. Смедеревска | 2            | 125       |
| 12. Београдска  | 5            | 125       |

### Кнежине
| У Шабачкој нахији | број села | пореске ожењене главе |
| ----------------- | --------- | --------------------- |
| Посавска          | 33        | 970                   |
| Тамнавска         | 20        | 783                   |
| Поцерска          | 21        | 969                   |
| Мачванска         | 30        | 2661                  |

| У Ваљевској нахији | број села | број кућа | ожењене главе | арачке главе |
| ------------------ | --------- | --------- | ------------- | ------------ |
| Јована Бобовца     | 44        | 1453      | 1911          | 4689         |
| Раке Тешића        | 68        | 1611      | 1994          | 4608         |
| Гаје Дабића        | 77        | 3191      | 3996          | 9279         |

| У Соколској нахији | број села | број кућа | ожењене главе | арачке главе |
| ------------------ | --------- | --------- | ------------- | ------------ |
| Петра Васића       | 21        | 612       | 825           | 2027         |
| Петра Обрадовића   | 25        | 780       | 1082          | 2219         |

| У Ужичкој нахији | број села | број кућа | ожењене главе | арачке главе |
| ---------------- | --------- | --------- | ------------- | ------------ |
| Рујина           | 59        | 1851      | 2314          | 4828         |
| Црна гора        | 61        | 1580      | 1884          | 4139         |

| У Пожешкој нахији | број села | број кућа | ожењене главе | арачке главе |
| ----------------- | --------- | --------- | ------------- | ------------ |
| У осам кнежина    | 105       | 3490      | 4027          | 10233        |

| У Рудничкој нахији | број села | број кућа | ожењене главе | арачке главе |
| ------------------ | --------- | --------- | ------------- | ------------ |
| У пет кнежина      | 111       | 3324      | 4213          | 8527         |

| У Крагујевачкој нахији | број села | број кућа | ожењене главе | арачке главе |
| ---------------------- | --------- | --------- | ------------- | ------------ |
| Гружанска              | 84        | 2416      | 3139          | 6571         |
| Лепеничка              | 56        | 1812      | 2167          | 4697         |
| Јасеничка              | 28        | 1080      | 1454          | 3022         |

| У Јагодинској нахији | број села | број кућа | ожењене главе | арачке главе |
| -------------------- | --------- | --------- | ------------- | ------------ |
| Левачка              | 85        | 2625      | 3159          | 8125         |
| Темнићанска          | 60        | 2230      | 2626          | 5978         |

| У Ћупријској нахији | број села | број кућа | ожењене главе | арачке главе |
| ------------------- | --------- | --------- | ------------- | ------------ |
| У две кнежине       | 72        | 2753      | 3017          | 7157         |

| У Пожаревачкој нахији | број села | број кућа | ожењене главе | арачке главе |
| --------------------- | --------- | --------- | ------------- | ------------ |
| Моравска              | 49        | 2345      | 2719          | 5789         |
| Млавска               | 42        | 2221      | 2666          | 5805         |
| Омаљска               | 17        | 761       | 873           | 1837         |
| Звиждачка             | 12        | 756       | 876           | 1649         |
| Голубачка             | 25        | 745       | 816           | 1746         |
| Рамска                | 28        | 1305      | 1500          | 3056         |
| Печка                 | 21        | 1033      | 1191          | 2507         |

| У Смедеревској нахији | број села | број кућа | ожењене главе | арачке главе |
| --------------------- | --------- | --------- | ------------- | ------------ |
| Моравска и Јесеничка  | 51        | 3149      | 3826          | 7436         |

| У Београдској нахији | број села | број кућа | ожењене главе | арачке главе |
| -------------------- | --------- | --------- | ------------- | ------------ |
| Николе Станковића    | 30        | 1095      | 1356          | 2681         |
| Николе Станојевића   | 24        | 761       | 940           | 2119         |
| Николе Катића        | 20        | 633       | 888           | 1784         |
| Јована Бићентијева   | 17        | 581       | 786           | 1583         |
| Живка Михаиловића    | 34        | 1347      | 1615          | 3089         |

### Административна подела Кнежевине Србије после Хатишерифа из 1833. године
Хатишериф из 1833. године (Трећи хатишериф) је свечана повеља османског султана Махмуда II. Њиме је у Србији званично потврђено присаједињење шест отргнутих нахија.

## Административна подела Кнежевине Србије у периоду од 1834. до 1836. године
Читава територија Кнежевине Србије је 1834. године одлуком скупштине била подељена на 5 сердарстава и 19 окружја, чиме су укинути сви облици административних подела који су имали своје порекло у Османском царству. У састав ових пет сердарстава је ушло и шест нахија које је Османско царство препустило Кнежевини Србији у складу са одредбама Акерманске конвенције која је у члану 5 предвидела да се Кнежевини Србији врати 6 нахија (Крајина, Црна Река, Параћин, Крушевац, Стари Влах, Јадар и Рађевина) које су османлије заузеле после сламања Првог српског устанка.
Пет сердарстава на које је подељена Кнежевина Србија су била: Рашко, са седиштем у Чачку, Расинско са седиштем у Јагодини, Подунавско са седиштем у Београду, Мачванско са седиштем у Шапцу и Тимочко са седиштем у Неготину
Од 18 нахија постојећих 1833. у Србији је у лето 1834. било 15 округа са 61 капетанијом, које су у 1835. години добиле назив срезова.
15 окружија по попису становништва 1834:
| - Окружије Крајинско - Окружије Црноречко - Окружије Бањско - Окружије Ћупријско - Окружије Пожаревачко | - Окружије Крушевачко - Окружије Јагодинско - Окружије Смедеревско - Окружије Београдско - Окружије Крагујевачко | - Окружије Рудничко - Окружије Ужичко - Окружије Подринско - Окружије Ваљевско - Окружије Шабачко |

Већ 1836. издвојен је из Рудничког Чачански округ, а Бањски је подељен на Алексиначки и Гургусовачки. Административна подела Србије на 17 округа задржала се све до стицања независности (1878).

## Административна подела Кнежевине Србије после 1836. године
Новим одлукама Народне скупштине донетим 1836. године, које је прихватио и устав Османског царства из 1838. године, Кнежевина Србија се дели на 17 округа. О њиховим надлежностима је био донет посебан Закон о Устројењу окружни начелничаства и главним дужностима среских начелника. Организација срезова предвиђена овим законом је остала на снази све до стицања независности Кнежевине Србије и формирања Краљевине Србије 1882. године

### Административна подела Кнежевине Србије после Берлинског конгреса 1878. године
Кнежевина Србија је после Берлинског конгреса 1878. године била проширена са 4 нова округа, који су у Другом српско-турском рату (1877-1878) ослобођени од Турака. Нови окрузи били су Нишки, Врањски, Пиротски и Лесковачки (касније Топлички). Тако је Кнежевина Србија у периоду 1878-1882. имала укупно 21 округ.